# Alpes de Biella e Cusiane
Os Alpes de Biella e Cusiane (em italiano:  Alpi Biellesi e Cusiane) é um maciço montanhoso que faz parte dos Alpes Ocidentais na sua secção dos Alpes Peninos e se encontra no Piemonte em Itália. O ponto mais alto é a Monte Mars com 2.600 m.

## Situação
Na província de Biella e de Cusio, o maciço encontra-se entre outros o Cole do Loo, Piode, Varallo Sesia, Omegna, Gravellona Toce, Lago Maior,  Rio Dora Baltea, Pont-Saint-Martin, e o Vale do Lys.

## SOIUSA
A Subdivisão Orográfica Internacional Unificada do Sistema Alpino (SOIUSA) criada em 2005, dividiu os Alpes em duas grandes partes:Alpes Ocidentais e Alpes Orientais, separados pela linha formada pelo  Rio Reno - Passo de Spluga - Lago de Como - Lago de Lecco.
Os Alpes Peninos são formados pelo conjunto dos Alpes do Grande Combin, Alpes de Weisshorn e do Cervino, Alpes do Monte Rosa, Alpes de Biella e Cusiane, e Alpes de Mischabel e de Weissmies.

### Classificação  SOIUSA
Segundo a SOIUSA este acidente orográfico é uma Sub-secção alpina  com as seguintes características
- Parte = Alpes Ocidentais
- Grande sector alpino = Alpes Ocidentais-Norte
- Secção alpina = Alpes Peninos
- Sub-secção alpina = Alpes de Biella e Cusiane
- Código = I/B-9.IV

## Picos
Os picos principais dos Alpes de Biella e Cusiane são:

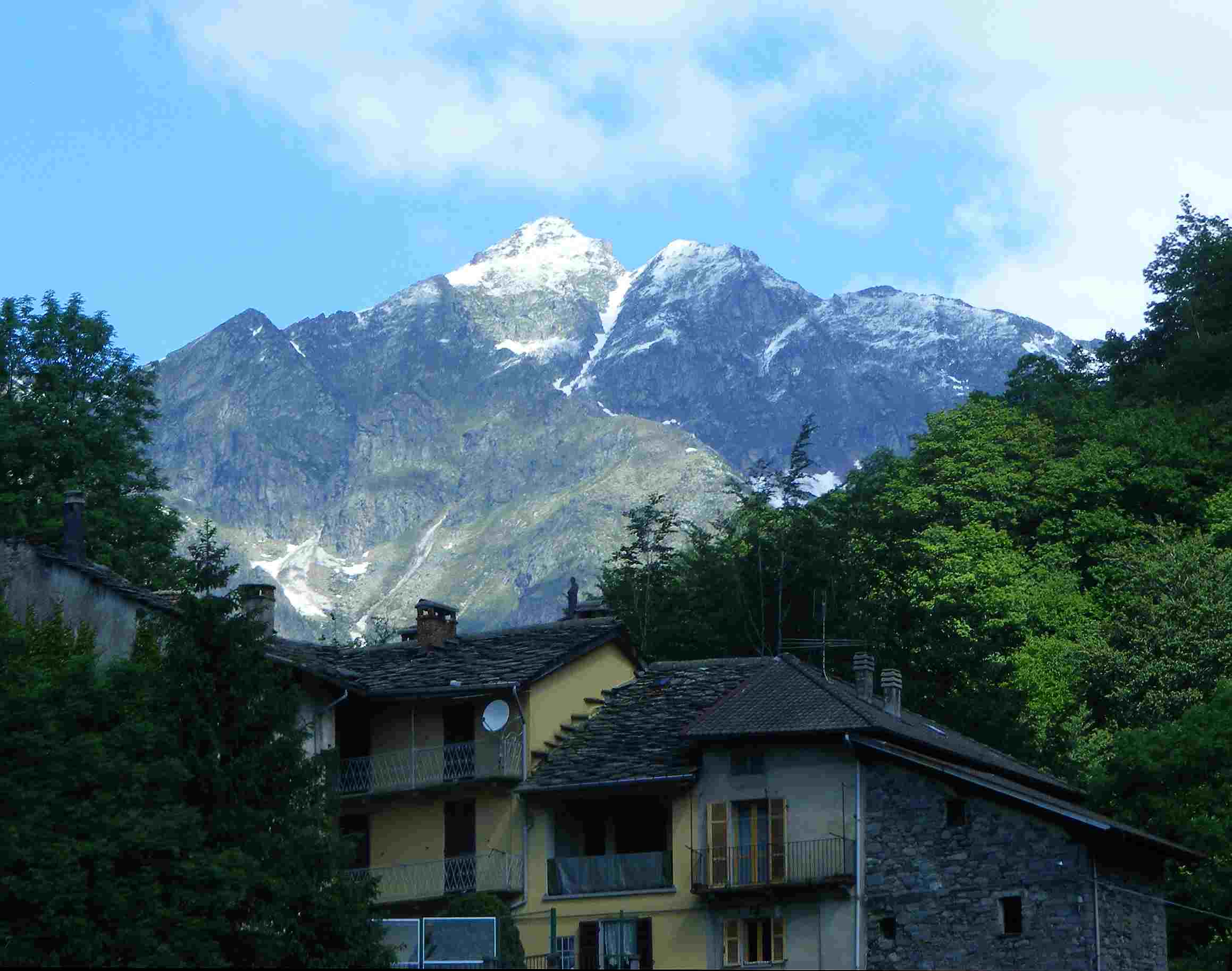
Monte I Gemelli visto a partir da Valmosca (Campiglia Cervo).

| Nome               | Altitude máxima (m) | Altitude máxima (pés) |  | Nome              | Altitude máxima (m) | Altitude máxima (pés) |
| ------------------ | ------------------- | --------------------- |  | ----------------- | ------------------- | --------------------- |
| Monte Mars         | 2600                | 8530                  |  | Mont de Pianeritz | 2584                | 8477                  |
| Punta Lazoney      | 2579                | 8461                  |  | Cima di Bo        | 2556                | 8385                  |
| Monte Cresto       | 2548                | 8359                  |  | Cima Tre Vescovi  | 2501                | 8205                  |
| Cima Altemberg     | 2394                | 7854                  |  | Monte Mucrone     | 2335                | 7660                  |
| Colma di Mombarone | 2371                | 7778                  |  | Monte Barone      | 2044                | 7690                  |
| Massa del Turlo    | 1960                | 6430                  |  | Mottarone         | 1491                | 4891                  |